# جوائز اللعبة
جوائز الألعاب أو جوائز اللعبة (بالإنجليزية: The Game Awards)‏ هي حفل توزيع جوائز سنوي يكرم الإنجازات في صناعة ألعاب الفيديو. ينتج العرض ويستضيفه الصحفي المتخصص في مجال الألعاب جيف كيلي والذي قد عمل على الجوائز السابقة لها جوائز سبايك، لأكثر من عشر سنوات. تتميز الحفلات أيضًا بعروض أولى لألعاب جديدة ونظرات متعمقة لألعاب أخرى معلن عنها سابقًا.

## التاريخ
في 1994، كان جيف كيلي جزءًا من أول عرض جوائز متلفر لألعاب الفيديو، سايبرمينيا 94: جوائز اللاعب المطلقة (Cybermania '94: The Ultimate Gamer Awards). كيلي - حينما كان مراهقًا - قد حضر للمساعدة في كتابة المواد للمضيفين المشاهير مثل ويليام شاتنر و‌ليسلي نيلسن. لم يعد هذا العرض ناجحًا، والذي كان يسعى للهزل والكوميديا أكثر من الاحتفال، ولكنه دفع كيلي لتطوير شيء مشابه لجائزة الأوسكار بالنسبة لألعاب الفيديو لاحقًا في مسيرته.
عمل كيلي بعدئذٍ على جوائز سبايك لألعاب الفيديو، والتي بدأت من عام 2003 واستمرت حتى عام 2013. أذُيع العرض على سبايك بالقرب من نهاية كل عام، وكان مصممًا لتكريم ألعاب الفيديو التي كانت تصدر في ذلك العام. عمل كيلي منتجًا لهذه العروض وأحيانًا مضيفًا لها. في 2013، قامت سبايك بتغيير اسم حفل الجوائز إلى VGX ليعكس أنهم يودون التركيز أكثر على ألعاب الجيل القادم التي قد أُعلن عنها ببداية الجيل الثامن من أنظمة ألعاب الفيديو، بالإضافة إلى إحضار الممثل الكوميدي جون مكهيل بجانب كيلي. عرض 2013 اعتبره المعجبون مخيبًا للآمال وكان يهدف لأن يكون عملاً تجاريًا أكثر منه احتفالاً بإنجازات ألعاب الفيديو.
كان كيلي خائب الأمل بتغيير اللهجة التي قدمها هذا العرض. وقد انسحب من أي مشاركة مستقبلية من جوائز سبايك مما سمح للقناة بالاحتفاظ بحقوق الملكية؛ وفي نوفمبر 2014، أعلنت قناة سبايك أنها ستلغي العرض كاملاً. وبدلاً من ذلك، عمل كيلي مع عدة كيانات في الصناعة، منها صُنَّاع المنصات سوني و‌مايكروسوفت و‌نينتندو، والعديد من الناشرين الكبار، لبدء عرض جديد للجوائز مدعوم ماليًا، بالإذن من سبايك. تمكن كيلي من الحصول على مساحة لاستضافة الحدث المباشر على الهواء. بدون منصة إذاعية، اتفق كيلي والمنتجين الآخرين على بث مباشر للعرض على شبكات منصات ألعاب الفيديو وعلى منصة ستيم من شركة فالف للتمكن من الوصول لأكبر مشاهدات ممكنة أكثر من المشاهدات التي كانت على قناة سبايك. ومنذ ذلك الحين، تمكن كيلي من تأمين عدة خدمات بث حول العالم للعرض، والتي كانت حركة قدرها العديد من شركاء جوائز اللعبة منذ بداية العرض. وقد عرضت العديد من شبكات البث التلفازي على كيلي بث العرض، ولكنه رفض هذه العروض، سامحًا له ولشركائه بحرية تقديم وإدارة العرض. عرض 2019 تضمن إذاعة البرنامج لاختيار دور عرض سينمارك بالشراكة مع سوني.
اعتبر كيلي أنه من المهم أن يهدف تقديم جوائز اللعبة ليجذب اهتمام اللاعبين والصناعة، ومُرحِّبًا بالمشاهير وكل من يهتم بألعاب الفيديو. بينما جوائز اللعبة تعد أساسًا عرضًا للجوائز، فقد عرف كيلي أهمية تقديم محتوى إضافي، إذ أنه قد شهد تجارب فاشلة لعروض جوائر لألعاب الفيديو أخرى والتي كانت مخصصة للجوائز فقط بسبب ضعف المشاهدات. اعتقد كيلي أن جوائز اللعبة ينبغي أن تقع ما بين أماكن الترفيه والذي تستخدمه جوائز الأوسكار وبين التقديم المعتاد للجوائز المستخدم في جوائز اختيار مطوري الألعاب، وقد أراد توازنًا من المحتوى. عبر سبايك وكذلك بداخل جوائز اللعبة، ناشد كيلي إستديوهات الألعاب لإحضار عروض أولية لألعابها الجديدة بجانب الجوائز. وهو يعد اللحظة المتوجة لهذا النهج هي التمكن من عرض أول مقطع لعب من لعبة أسطورة زيلدا: نسيم البراري في جوائز اللعبة 2014. يشجع كيلي إستديوهات الألعاب لتقديم أي محتوى قد يعد مثيرًا أو جاذبًا للانتباه، حتى وإن كانت تلك الألعاب لا تزال في المراحل المبكرة من التطوير، ثم يقوم باختيار أي من الإعلانات والألعاب لإظهارها في العرض. وبالتالي يعمل كيلي مع هذه الإستديوهات في وضع إعلاناتها ليكون لها أكبر تأثير ممكن؛ على سبيل المثال، في حفل 2018، عمل كيلي مع نينتندو لإظهار إعلان للعبة سوبر سماش برذرز ألتميت القتالية والتي ظهرت في البداية على أنها إعلان للعبة بيرسونا جديدة، حتى يكون لها أكبر تأثير درامي.
بالتزامن مع تقديم الجوائز، عرضت عدة متاجر رقمية - مثل ستيم و‌متجر إكس بوكس و‌متجر بلاي ستيشن - الألعاب المرشحة بتخفيضات يوم الحدث وبعده بأيام قليلة. التمثال الصغير الذي تفوز به اللعبة المختارة صُمم بالتعاون بين جيف كيلي و‌ورشة ويتا. وهو يهدف لتقديم «تطور وسط ألعاب الفيديو بطريقة صعود ملاك عبر كتل المباني الرقمية».

## العملية
لدى جوائز اللعبة لجنة استشارية والتي تتضمن ممثلين عن صُنَّاع المنصات مايكروسوفت وسوني ونينتندو و‌إيه إم دي وناشري البرمجيات إلكترونيك آرتس و‌أكتيفجن و‌روكستار غيمز و‌يوبي سوفت وفالف و‌وارنر برذرز إنترآكتيف إنترتيمنت. تختار اللجنة حوالي 30 منظمة إخبارية مؤثرة لألعاب الفيديو والتي تستطيع ترشيح ألعاب الفيديو وبالتالي التصويت عليها في عدة فئات. ومن ناحية أخرى فإن اللجنة الاستشارية لا تشارك في عملية الترشيح أو التصويت. أثناء جولة الترشيح، كل مَنْفَذ إخباري يقوم بتوفير قائمة من الألعاب في عدة فئات؛ في حين أن الألعاب المتعلقة بالرياضات الإلكترونية تقوم باختيارها مجموعة فرعية من هذه المنافذ. تجمع اللجنة الترشحيات وتختار العناوين الأكثر ترشيحًا للتصويت عليها من نفس هذه المنافذ. قبل 2017، كان هناك 28 خبيرًا بالصناعة وممثلاً لاختيار الفائزين، في حين أصبح للجوائز ابتداءً من 2017 أكثر من 50 خبيرًا. في 2019، أُضيفت دور نشر غير إنجليزية إلى لجنة التحكيم. ويُحدَد الفائزون بخليط من التصويت بين لجنة التصويت (90%) وتصويت المعجبين (10%) عبر منصات التواصل الاجتماعي.

## الحفلات والفائزون
| الحفل | تاريخ          | جائزة لعبة العام                           | المكان                       | مشاهدون (بالملايين) |
| ----- | -------------- | ------------------------------------------ | ---------------------------- | ------------------- |
| 2014  | 5 ديسمبر 2014  | عصر التنين: محاكم التفتيش                  | مسرح زابوس (لاس فيغاس)       | 1.9                 |
| 2015  | 3 ديسمبر 2015  | الويتشر 3: الصيد البري                     | مسرح مايكروسوفت (لوس أنجلوس) | 2.3                 |
| 2016  | 1 ديسمبر 2016  | أوفرواتش                                   | مسرح مايكروسوفت (لوس أنجلوس) | 3.8                 |
| 2017  | 7 ديسمبر 2017  | أسطورة زيلدا: نسيم البراري                 | مسرح مايكروسوفت (لوس أنجلوس) | 11.5                |
| 2018  | 6 ديسمبر 2018  | إله الحرب                                  | مسرح مايكروسوفت (لوس أنجلوس) | 26.2                |
| 2019  | 12 ديسمبر 2019 | الذئب ذو الذراع الواحد: الأشباح تموت مرتين | مسرح مايكروسوفت (لوس أنجلوس) | 45.2                |
| 2020  | 10 ديسمبر 2020 | آخرنا: الجزء الثاني                        | حدث رقمي                     | 83                  |
| 2021  | 9 ديسمبر 2021  | إت تيكس تو                                 | مسرح مايكروسوفت              | 85                  |
| 2022  | 8 ديسمبر 2022  | إلدن رينج                                  | مسرح مايكروسوفت              | 103                 |
| 2023  | 7 ديسمبر 2023  | بوابة بلدور 3                              | مسرح مايكروسوفت              |                     |
| 2024  | 12 ديسمبر 2024 | أسترو بوت                                  | مسرح مايكروسوفت              |                     |

## وصلات خارجية
- جوائز اللعبة على موقع IMDb (الإنجليزية)
- الموقع الرسمي